# 龍高寺
龍高寺（りゅうこうじ）は富山県富山市月岡町にある高野山真言宗の寺院。山号は五穀山。東越三十三観音霊場第29番札所である。

## 歴史
霊亀2年（716年）に座主坊（立山町）で創建されたと伝えられるが、鎌倉期の建保2年（1214年）に太田保開発郷布市（富山市）で寺基を定め、文政2年（1824年）に焼失し現在地へ移転した。永享9年（1437年）、隣接する興国寺が龍高寺の塀を壊し、木を奪う事件が起き、龍高寺衆徒が太田保の領主であった管領細川家へ訴状を提出している（興国寺文書）。龍高寺は越中守護桃井直常の祈願所とされ、布市の旧地には直常墓所とされる石塚があり、松が１本植えられていた。現在も石塔の一部が龍高寺に保管されている。

## 交通アクセス
- 最寄り駅:富山地方鉄道上滝線開発駅